# Jesse Lonis
Jesse Lonis (* 30. September 1995) ist ein professioneller US-amerikanischer Pokerspieler. Er ist zweifacher Braceletgewinner der World Series of Poker.

## Persönliches
Lonis wuchs in Utica im US-Bundesstaat New York auf. Er ist seit 2021 Vater einer Tochter und lebt in Las Vegas.

## Pokerkarriere

### Werdegang
Lonis lernte Poker im Alter von 10 bis 11 Jahren von seiner Großmutter, die regelmäßig Onlinepoker bei Full Tilt Poker spielte. Noch als Minderjähriger nahm er an den regelmäßigen Homegame-Runden seines Onkels teil und verbuchte dort erste Gewinne. Mit 18 Jahren besuchte der Amerikaner gelegentlich das Turning Stone Casino in Verona im US-Bundesstaat New York und spielte dort Cash Game.
Seine erste Geldplatzierung bei einem Live-Pokerturnier erzielte Lonis im März 2018 in Niagara Falls, New York, bei einem Event der Variante No Limit Hold’em. Im Januar 2010 gewann er beim Circuit der World Series of Poker (WSOP) in Lincoln, Kalifornien, sein erstes Live-Turnier und sicherte sich den Hauptpreis von mehr als 10.000 US-Dollar sowie einen goldenen Circuitring. Auf der Onlinepoker-Plattform WSOP.com erzielte der Amerikaner im Juli 2020 unter seinem Nickname Dangerous22 zwei Geldplatzierungen bei der World Series of Poker Online. Ende Januar 2021 erreichte er beim Main Event der World Poker Tour in Hollywood, Florida, den Finaltisch und belegte den mit über 220.000 US-Dollar dotierten fünften Platz. Im Oktober 2021 war Lonis erstmals bei der WSOP-Hauptturnierserie im Rio All-Suite Hotel and Casino in Paradise am Las Vegas Strip erfolgreich und beendete das Covid-19 Relief Charity Event als Zweiter, wofür er rund 30.000 US-Dollar erhielt. Beim Main Event der Turnierserie erreichte er den siebten Turniertag und schied dort auf dem mit mehr als 240.000 US-Dollar prämierten 25. Rang aus. Bei der WSOP 2022, die erstmals im Bally’s Las Vegas und Paris Las Vegas ausgespielt wurde, erzielte der Amerikaner 11 Geldplatzierungen. Dabei sicherte er sich sein höchstes Preisgeld von knapp 120.000 US-Dollar für den zweiten Platz beim Super Turbo. Bei der World Series of Poker Online gewann Lonis Mitte September 2022 das No-Limit Hold’em 6-Max und wurde mit einem Bracelet sowie knapp 75.000 US-Dollar prämiert. Im Dezember 2022 erreichte er bei zwei Turnieren im Wynn Las Vegas den Finaltisch und sicherte sich Preisgelder von über 250.000 US-Dollar. Das High Roller der Lucky Hearts Poker Open in Hollywood beendete der Amerikaner Mitte Januar 2023 als Dritter und erhielt aufgrund eines Deals mit drei anderen Spielern rund 260.000 US-Dollar. Ende Januar 2023 entschied er das Warm-Up der PokerStars Players Championship auf Paradise Island mit einem Hauptpreis von knapp 370.000 US-Dollar für sich. Bei der WSOP 2023 setzte sich Lonis beim Pot-Limit Omaha High Roller gegen ein 200-köpfiges Teilnehmerfeld durch. Dafür erhielt er sein zweites Bracelet sowie das bislang höchste bei einem Turnier in Pot Limit Omaha ausgeschüttete Preisgeld von mehr als 2,3 Millionen US-Dollar.
Insgesamt hat sich Lonis mit Poker bei Live-Turnieren knapp 6,5 Millionen US-Dollar erspielt.

### Braceletübersicht
Lonis kam bei der WSOP 64-mal ins Geld und gewann zwei Bracelets:
| Jahr   | Buy-in (in $) | Turnier                           | Teilnehmer | Preisgeld (in $) |
| ------ | ------------- | --------------------------------- | ---------- | ---------------- |
| 2022 O | 01.000        | WSOP.com – No-Limit Hold’em 6-Max | 384        | 0.073.371        |
| 2023 O | 25.000        | High Roller Pot-Limit Omaha       | 200        | 2.303.017        |